# أدولف كوسمول
أدولف كوسمول (بالألمانية: Carl Philipp Adolf Konrad Kußmaul)‏(22 فبراير 1822 - 28 مايو 1902) هو طبيب ألماني وطبيب رائد في وقته. عمل بالتتابع بروفيسورًا في الطب في هايدلبرغ (1857)، إرلنغن (1859)، فرايبورغ (1859)، ستراسبورغ (1876).
بعيدا عن مهاراته الطبية، كان أدولف ناشطًا في الأدب، حيثُ يعتبر واحدًا من المنشئين لمصطلح بيدرماير.
تُوفي عام 1902 في هايدلبرغ.